# مری بث هیوز
مری بث هیوز (انگلیسی: Mary Beth Hughes؛ ‏ ۱۳ نوامبر ۱۹۱۹ – ۲۷ اوت ۱۹۹۵) هنرپیشه اهل ایالات متحده آمریکا بود. وی بین سال‌های ۱۹۳۹ تا ۱۹۷۴ میلادی فعالیت می‌کرد.
از فیلم‌ها یا برنامه‌های تلویزیونی که وی در آن نقش داشته‌است می‌توان به در لباسی خیره‌کننده اشاره کرد.